# Иоанну, Димитриос
Димитриос Иоанну (греч. Δημήτριος Ιωάννου; 23 октября 1861, Левадия — 1926, Афины) — высший греческий офицер армии, воевавший на Македонском фронте Первой мировой войны и принявший участие в начальном этапе Малоазийского похода греческой армии.

## Биография
Иоанну родился 23 октября 1861 года в Левадии. Поступил в Военное училище эвэлпидов, которое закончил в звании младшего лейтенанта инженерных войск 25 июля 1884 года.
В 1897 году, в звании капитана, принял участие в греческом экспедиционном корпусе на остров Крит (см. Критское восстание (1897—1898)), которым командовал полковник Тимолеон Вассос.
С началом Первой Балканской войны, в октябре 1912 года, в звании полковника, служил начальником штаба Армии Эпира, под командованием генерал-лейтенанта Константиноса Сапундзакиса.
Позже, во время Битвы при Бизани, он командовал группой четырёх батальонов эвзонов, и был отмечен за свою смелость и решительность
Был назначен командиром вновь образованной 9-й пехотной дивизии в 1913 году, которой командовал до 1916 года.
В 1916 году примкнул к движению Национальной обороны Венизелоса в македонской столице, городе Фессалоники, которое, находясь в оппозиции королевскому правительству в Афинах, вступило в Первую мировую войну на стороне Союзников.
Иоанну было поручено формирование «Дивизии Архипелага», набранную из жителей островов Эгейского моря. К маю 1917 года его дивизия была готова и была развёрнута в районе Монастира. Он возглавил свою дивизию в победной для союзников Битве при Скра в мае 1918 года, и принял участие в генеральном наступлении союзников в сентябре 1918 года, в результате которого был прорван германо-болгарский фронт. Встретил перемирие со своей дивизией в Пехчево
Получив звание генерал-лейтенанта, Иоанну принял командование I армейским корпусом, а после этого командование Армией Эпира.
С 1919 года, по мандату Антанты, Греция получила контроль на 5 лет (до проведения референдума) малоазийского региона вокруг Смирны, имевшего тогда значительное греческое население. Иоанну принял участие в высадке в Смирне, в мае 1919 года, и установлении зоны оккупации вокруг города. Он был избран командиром, вновь созданного, «Корпуса армии Смирны», который он возглавлял в операциях против кемалистов весной и летом 1920 года.
После неожиданного поражения Венизелоса на выборах 1920 года от Объединённой оппозиции монархистов, проведших выборы под лозунгом «мы вернём наших ребят домой», Иоанну был снят в ноябре 1920 года со своего поста.
К 1922 году правительство монархистов, не располагая поддержкой союзников, утратило инициативу в Малой Азии. Озабоченный судьбой христианского населения региона, Иоанну возглавил созданный в Константинополе отставными офицерами сторонниками Венизелоса «Союз Национальной обороны Константинополя», с целью создания автономной Ионии и отрядов самообороны христианского населения.
Генерал-лейтенант Иоанну умер в Афинах в 1926 году
Иоанну имел репутацию эксперта в фортификациях, но отличился за свою, часто безрассудную, храбрость и агрессивность в качестве командира
Греческий писатель С. Миривилис, в своём анти-военном романе Жизнь в Гробу, описывает жизнь на Македонском фронте, основываясь на собственном опыте автора, как солдата «Дивизии Архипелага», даёт портрет Иоанну, под прозвищем Балафарас: слегка потешный, но большого сердца человек, который любил демонстрировать свою личную храбрость, отказываясь укрываться и носить шлем во время своих посещений окопов, и чьи безрассудные поступки должны были быть ограничены его помощниками и французским высшим командованием.